# 1955年の政治
1955年の政治（1955ねんのせいじ）では、1955年（昭和30年）の政治分野に関する出来事について記述する。

## できごと

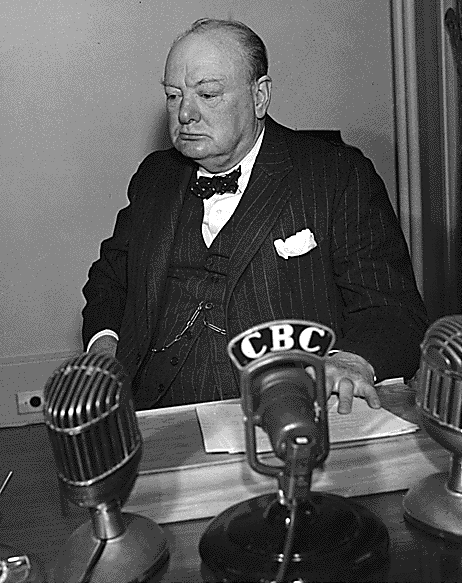
チャーチル英首相が辞任。

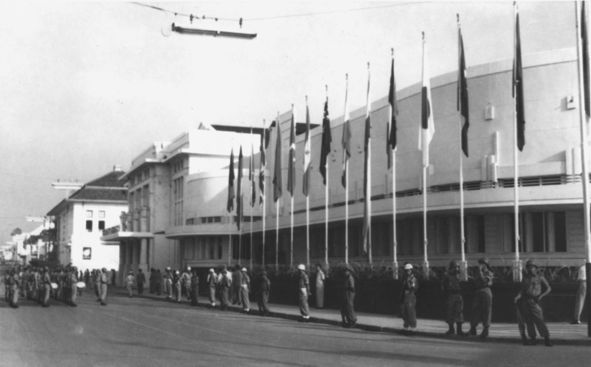
第1回アジア・アフリカ会議（バンドン会議）開催。

### 1月
- 1月6日 - 重光葵外相、中ソとの国交正常化に慎重な意見を表明。
- 1月7日 - ドムニツキー駐日ソ連代表部臨時代理、チャソブニコフ二等書記官、鳩山邸を訪問し、鳩山一郎首相、鳩山威一郎らと会見。
- 1月24日
  - 衆議院解散（天の声解散）。
  - ドムニツキー、鳩山邸を再び訪問。

### 2月
- 2月27日 - ゲオルギー・マレンコフ・ソ連閣僚会議議長（首相）が辞任。後任にニコライ・ブルガーニンが就任する。
- 2月27日 - 第27回衆議院議員総選挙投票。
  - 民主党185議席、自由党112議席、左派社会党89議席、右派社会党67議席、労農党4議席、共産党2議席、諸派2議席、無所属6議席。

### 3月
- 3月18日 - 第22特別国会召集（7月30日閉会）。

### 4月
- 4月1日 - 日ソ和平交渉全権委員に松本俊一を任命。
- 4月5日 - ウィンストン・チャーチル英首相が辞任。
- 4月7日 - チャーチルの後任にアンソニー・イーデンが就任。
- 4月13日 - 三木武吉民主党総務会長、大阪で記者団と会見し、保守合同を提唱（「爆弾談話」）。
- 4月15日 - 日中民間漁業協定、北京で調印。
- 4月18日 - インドネシアのバンドンで第1回アジア・アフリカ会議が開かれる。

### 5月
- 5月4日 - 第三次日中貿易協定調印。
- 5月5日 - パリ協定が発効し西ドイツが主権回復。
- 5月7日 - 岸信介民主党幹事長、保守結集と民主党解党に関する幹事長談話を発表。
- 5月8日 - 左右両社会党、統一のための綱領折衝開始。
- 5月10日 - 在日米軍、北富士演習場での射撃演習開始。
- 5月15日 - 三木武吉、東京高輪の山下太郎邸で大野伴睦自由党総務会長と会談。三木は保守合同に関して大野説得に成功。
- 5月14日 - ワルシャワ条約機構が結成される。
- 5月27日 - 岸信介、三木武吉、石井光次郎自由党幹事長、大野伴睦の四者会談。

### 6月
- 6月1日 - ロンドンで日ソ和平交渉が開始される。
- 6月3日 - 第1回松本・マリク会談。以後15回にわたり会談が行われる。
- 6月4日 - 鳩山一郎首相（民主党総裁）と緒方竹虎自由党総裁が党首会談。「保守結集の原則で意見一致」を発表。
- 6月21日 - 第4回松本・マリク会談。
- 6月30日 - 自治体警察全廃。

### 7月
- 7月18日 - ジュネーヴで米英仏ソ首脳による四国巨頭会議が開催される。
- 7月20日 - 経済審議庁を経済企画庁に改組。
- 7月25日 - 日本住宅公団発足。
- 7月26日
  - 第8回松本・マリク会談。
  - 第6回総評大会。
- 7月27日 - 国防会議の構成等に関する法律案、衆議院を通過。
- 7月28日
  - AP電、核弾頭搭載地対地ロケットオネスト・ジョンの在日米軍配備を打電（オネスト・ジョン問題）。
  - 憲法調査会法案、衆議院を通過。
- 7月29日
  - 国会、オネスト・ジョン問題で憲法調査会法案、国防会議の構成等に関する法律案の審議がストップする。
  - 自動車損害賠償保障法公布。
  - 日本共産党第6回全国協議会、活動方針変更を決定。武装闘争を事実上破棄。
- 7月30日 - 憲法調査会法案、国防会議の構成等に関する法律案を継続審議とするため、23時参議院議院運営委員会を開催。乱闘事件が起こり郡祐一委員長は負傷。

### 8月
- 8月2日 - 第9回松本・マリク会談。
- 8月6日 - 第1回原水爆禁止世界大会が開かれる。
- 8月16日 - 第11回松本・マリク会談。
- 8月29日 - 重光外相訪米。30日に海外派兵問題。
- 8月30日 - 第13回松本・マリク会談。

### 9月
- 9月5日 - 左右両社会党の統一綱領案決定。
- 9月5日 - 日ソ間で抑留者名簿の交換。
- 9月10日
  - 連越、ベトナム祖国戦線に改組。
  - 日本のGATT加盟が正式に発効する。
- 9月13日 - 第15回松本・マリク会談。
- 9月19日 - 左派社会党、東京豊島公会堂で党大会。
- 9月23日 - 日ソ共同コミュニケで日ソ和平交渉の短期間休止と交渉継続を発表。
- 9月27日 - 右派社会党、拡大中央委員会開催。統一綱領堅持を決定。

### 10月
- 10月12日 - 左右両社会党解党大会。

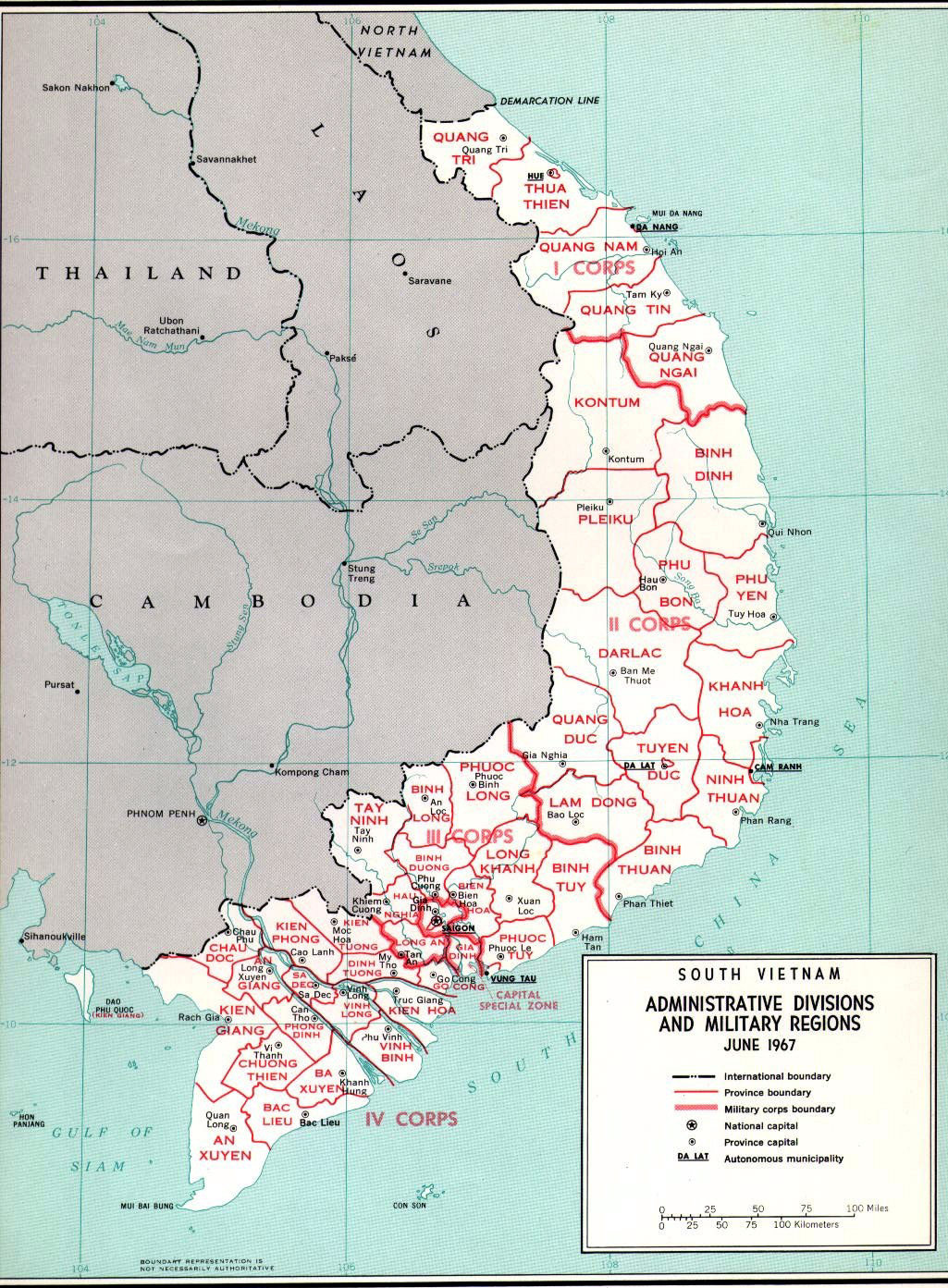
ベトナム共和国（南ベトナム）の地図

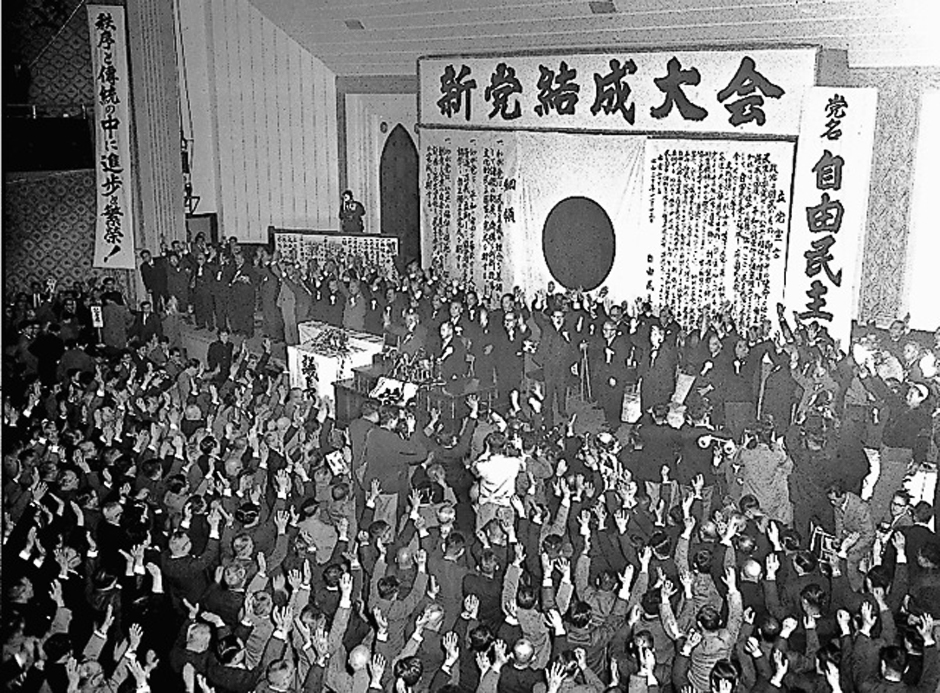
保守合同による自由民主党結成大会（中大講堂）。自民党と社会党による「55年体制」が発足する。

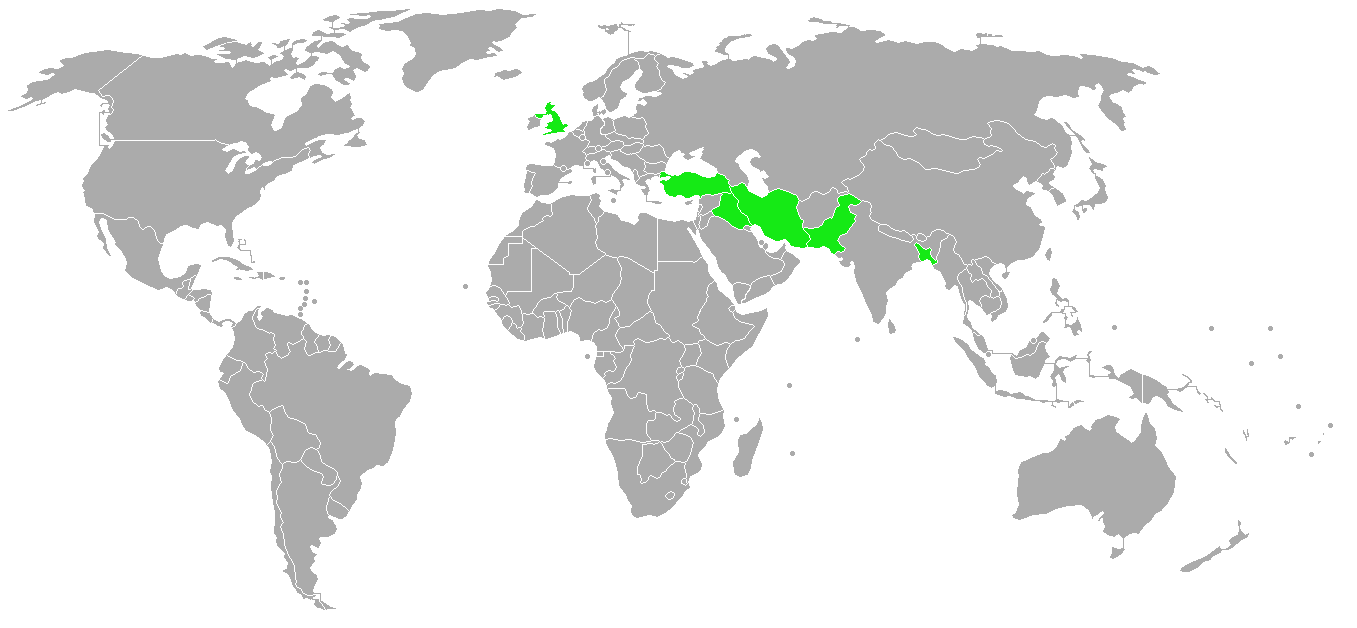
METO加盟国（発足時）

- 10月13日 - 日本社会党統一党大会が東京神田の共立講堂で開かれる。左右両社会党が再統一（社会党再統一）。委員長に鈴木茂三郎（左社）、書記長に浅沼稲次郎（右社）。
- 10月22日 - 民主党両院議員総会で民主・自由両党の議員全員での新党結成準備会結成を党議決定。
- 10月25日 - 自由党両院議員総会で民主・自由両党の議員全員での新党結成準備会結成を党議決定。
- 10月26日 - ベトナム共和国が成立。初代大統領にゴ・ディン・ジエム。
- 10月27日 - 民主・自由両党による新党結成準備会結成。
- 10月29日 - 河野一郎、新党結成準備会世話人会で話し合いによる鳩山首相の新党総裁就任を提案。自由党側は総裁公選を主張。

### 11月
- 11月6日 - 三木、岸、大野、石井四者会談。鳩山首相のまま第3次鳩山内閣を発足させることと、新党総裁空席・総裁代行委員による党運営で合意。
- 11月9日 - 自由党、四者会談の内容を了承。
- 11月11日 - 下中弥三郎・植村環・茅誠司・上代たの・平塚らいてう・前田多門・湯川秀樹の7人によって世界平和アピール七人委員会が結成される。
- 11月13日 - 吉田13人衆、新宿諏訪町の林譲治邸で新党参加をめぐり議論。
- 11月14日 - 日米原子力協定調印。
- 11月15日 - 自由党と日本民主党が合併し、自由民主党が誕生する（保守合同）。いわゆる55年体制の幕開けとなる。
- 11月21日 - 第2次鳩山内閣総辞職。
- 11月22日
  - 第23臨時国会召集（12月16日閉会）。
  - 第3次鳩山内閣成立。
  - 中東条約機構（Middle East Treaty Organization、略称METO）が結成される。

### 12月
- 12月1日 - ローザ・パークスが人種分離法違反で逮捕（この事件を契機にモンゴメリー・バス・ボイコット事件に発展）。
- 12月13日 - 日本の国際連合加盟に関して、ソ連が拒否権を行使。
- 12月20日 - 第24国会召集（1956年6月3日閉会）。